# Victor Eftimiu
Victor Eftimiu   (Boboshticë, 24 de gener de 1889 - Bucarest, 27 de novembre de 1972) fou un poeta, dramaturg i traductor romanès.
Eftimiu era d'origen albanès, però també tenia descendència aromanesa a través del seu pare Gheorghe Eftimiu, un comerciant. La mare d'Eftimiu era Maria Eftimiu, de soltera Cociu. Victor Eftimiu va néixer a Boboshticë, prop de Korçë. El 1905, va emigrar d'Albània a Romania, on va trobar feina com a director de teatre el 1913. Va publicar diversos llibres de poesia, i va escriure comèdies i peces satíriques per al teatre. També va escriure un volum de contes de fades romanesos i diversos llibres infantils. També va escriure crítiques i articles per a nombroses revistes.
Victor Eftimiu va néixer a Boboshticë a la terra de Korçë, Albània, el segon dels 12 fills del comerciant aromà Gheorghe [Jorgo] Eftimiu (el seu avi es deia Eftimie [Timco] Cavali) i Mariana (de soltera Cociu), també anomenada Economu, filla. de sacerdot. Entre els anys 1895-1897 assisteix a classes primàries de grec, a la seva ciutat natal. El 1897 va ser matriculat, a Bucarest, a l'escola primària del carrer Silvestru, el carrer on el seu pare tenia una botiga de queviures. Es va establir definitivament a Romania el 1905.
Director de la Comèdia (1913) i Teatres Nacionals (1920, 1930 i 1944-1945), director general dels teatres (1920), del Teatre Nacional i d'Òpera de Cluj (1 d'agost - 31 de desembre de 1927). Col·laborà en els diaris i revistes de l'època, entre els quals destaquen: "Luceafarul" (en el qual va debutar el 1904), "Viața literară" (1906), "Țara noastră". El 1932 rep el Premi Nacional de Literatura, i el 31 de maig de 1948 és elegit membre de ple dret de l'Acadèmia Romanesa.
A partir de 1912, publica contes, obres de teatre, assaigs, entrevistes a la premsa francesa (diaris, revistes de teatre, etc.). Les seves obres es representen tant a Romania com a França, Albània, etc. "Als 21 anys (última edat de Labiș), apareixerà amb traduccions a Anglaterra i França, i el seu volum "Cantes roumains" va gaudir de l'apreciació superlativa de Laurent Tailhade: "Victor Eftimiu és un dels que poblaran en un dia tots els records. Es mereix haver conquerit França. La seva poesia i el seu talent li donen la raó."
El 1935 obté en maçoneria el 33è i últim grau del Ritu Escocès Antic i Acceptat i és elegit Venerable de la Lògia de Bucarest Mestre Manole. A l'acte I de la seva obra, "Mestre Manole" reprodueix quasi paraula per paraula, la iniciació cerimonial al tercer grau, el de Maçoneria.

## Obra dramàtica
- Cocoşul negru
- Înşir-te mărgărite
- Dansul milioanelor
- Omul care a văzut moartea
- Inspectorul broaştelor
- Marele duhovnic
- Haiducii
- Parada
- Pană Lesnea Rusalim
- Strămoşii
- Crinul vieţii